# 카마니 그리핀
카마니 그리핀(Khamani Griffin, 1998년 8월 1일 ~ )은 미국의 배우이다.

## 출연 작품
- 가디언즈 (2012)
- 나이스 가이 노빗 (2007)
- 신나는 동물농장 (2006)
- 해피 피트 (2006)
- 대디 데이 케어 (2003)